# Gornja Močila
Gornja Močila is een plaats in de gemeente Rakovica in de Kroatische provincie Karlovac. De plaats telt 8 inwoners (2001).